# Lovac-bombarder
Lovac-bombarder je vojni zrakoplov nešto većeg doleta namijenjeni za dublji ulazak u neprijateljski teritorij radi odbacivanja tereta. U povratku mora biti sposoban obraniti se od napada neprijateljskih zrakoplova. Uz nešto veću brzinu ovi avioni sposobni su i na manjim visinama probiti zvučni zid. Vrlo često su to inačice lovačkih aviona slični po veličini, doletu i naoružanju. Od naoružanja mogu nositi klasične bombe, nenavođene i navođene bombe kao i rakete većeg dometa. Opremljeni su preciznom navigacijskom opremom. U većini slučajeva imaju mogućnost nadopune goriva tijekom leta kako bi im se povećao dolet. 